# ییرژی کبزا
ییرژی کُبزا (چکی: Jiří Kobza؛ زادهٔ ۲۷ دسامبر ۱۹۵۵) سیاستمدار، کارمند دولتی، تاجر و وابسته سابق دیپلماتیک اهل کشور جمهوری چک است. کوبزا در دانشگاه کارل در رشته جغرافیا تحصیل کرد و سپس در دانشگاه اقتصاد و بازرگانی پراگ در مقطع کارشناسی ارشد تحصیل کرد. او قبل از ارائه کمک‌های توسعه ای به وزارت امور خارجه چک، در پوشش بلایایی مانند زمین‌لرزه ۲۰۱۰ هائیتی، در کشورهای مختلف خاورمیانه زندگی می‌کرد و متخصص در صادرات آثار زمین‌شناسی بود. در جوانی، قبل از پایان جنگ سرد، عضو حزب کمونیست چکسلواکی بود. در سال ۲۰۱۵ به عضویت حزب محافظه‌کار ملی آزادی و دموکراسی مستقیم (SPD) درآمد و در سال ۲۰۱۷ به عضویت مجلس نمایندگان حوزه انتخابیه پراگ انتخاب شد. کوبزا با انتشار یک وبلاگ و جزوه ای که به عموم مردم در مورد چگونگی دفاع از خود در برابر اسلامی شدن جمهوری چک آموزش می‌داد، سروصدای جزئی به پا کرد.